# TestDaF-Institut
Das TestDaF-Institut wurde im Frühjahr 2001 gegründet, um Aufgaben für den Test Deutsch als Fremdsprache (TestDaF) zu entwickeln, diese Prüfung durchzuführen und für eine angemessene Qualitätssicherung zu sorgen. Durch den TestDaF wird der Zugang zu einem Studium an deutschen Hochschulen erleichtert, da Studienbewerber ihn bereits im Heimatland ablegen können.
Das TestDaF-Institut ist eine gemeinnützige Institution und ein An-Institut der Ruhr-Universität Bochum und der FernUniversität in Hagen. Es ist Mitglied (observing member) der Association of Language Testers in Europe. Das TestDaF-Institut lässt sich bei wissenschaftlichen Fragen von einem Direktorium beraten und wird sowohl rechtlich als auch finanziell von der Gesellschaft für Akademische Studienvorbereitung und Testentwicklung e.V. (g.a.s.t.) getragen.

## Ziele
Zielsetzungen sind:
- die Erstellung aller Prüfungsaufgaben,
- ihre Korrektur,
- die Weiterentwicklung und
- die Organisation des weltweit eingesetzten Tests.

Das Institut bietet jährlich mehrere Prüfungstermine an, wofür den Testzentren sämtliche Prüfungsunterlagen zur Verfügung gestellt werden. 

## Testzentren und Teilnehmende
Es gibt ca. 440 Testzentren in 92 Ländern, wobei das TestDaF-Institut bemüht ist, die Anzahl der Zentren stetig zu erhöhen. Vor allem an Universitäten im Ausland und an Hochschulen in Deutschland sollen neue Testzentren eröffnet werden. 
Die Aufgaben eines Testzentrums sind:
- die organisatorische Vorbereitung und Durchführung der Prüfung TestDaF,
- die Beratung und Anmeldung der Interessenten,
- die Ausgabe der Zeugnisse,
- das Marketing für die Prüfung.

Im Jahr 2012 haben 24.261 Personen an einer Prüfung teilgenommen. In Summe haben in den Jahren 2001 bis 2012 insgesamt 160.351 Kandidaten aus 181 Ländern den TestDaF abgelegt.